# Oficina Comercial de Taipéi en Bogotá, Colombia
La Oficina Comercial de Taipéi en Bogotá, Colombia (En chino: 駐哥倫比亞代表處; pinyin: Zhù Gēlúnbǐyǎ Dàibiǎo Chù) representa los intereses de Taiwán en Colombia en ausencia de relaciones diplomáticas formales, funcionando como una embajada de facto.
Hasta 1980, Colombia reconoció a Taiwán como el gobierno legítimo de China, que, además de su Embajada en Bogotá, tenía un Consulado General en Barranquilla. En ese año, estableció relaciones diplomáticas con la República Popular de China.
Ya no existe una organización de contrapartida en Taipéi, aunque en 1993 se estableció una Oficina de Comercio colombiana, la cual cerró en 2002.
También es responsable de las relaciones con Venezuela. Dichas relaciones fueron tratadas anteriormente por la Oficina Económica de Taipéi en Caracas, establecida en 1974 y cerrada en 2009. El cierre se dio a consecuencia de las tensiones con el gobierno de Hugo Chávez, que tenía estrechos vínculos con la China continental, negándose a renovar las visas del personal de la oficina.